# Jean-Louis Duport

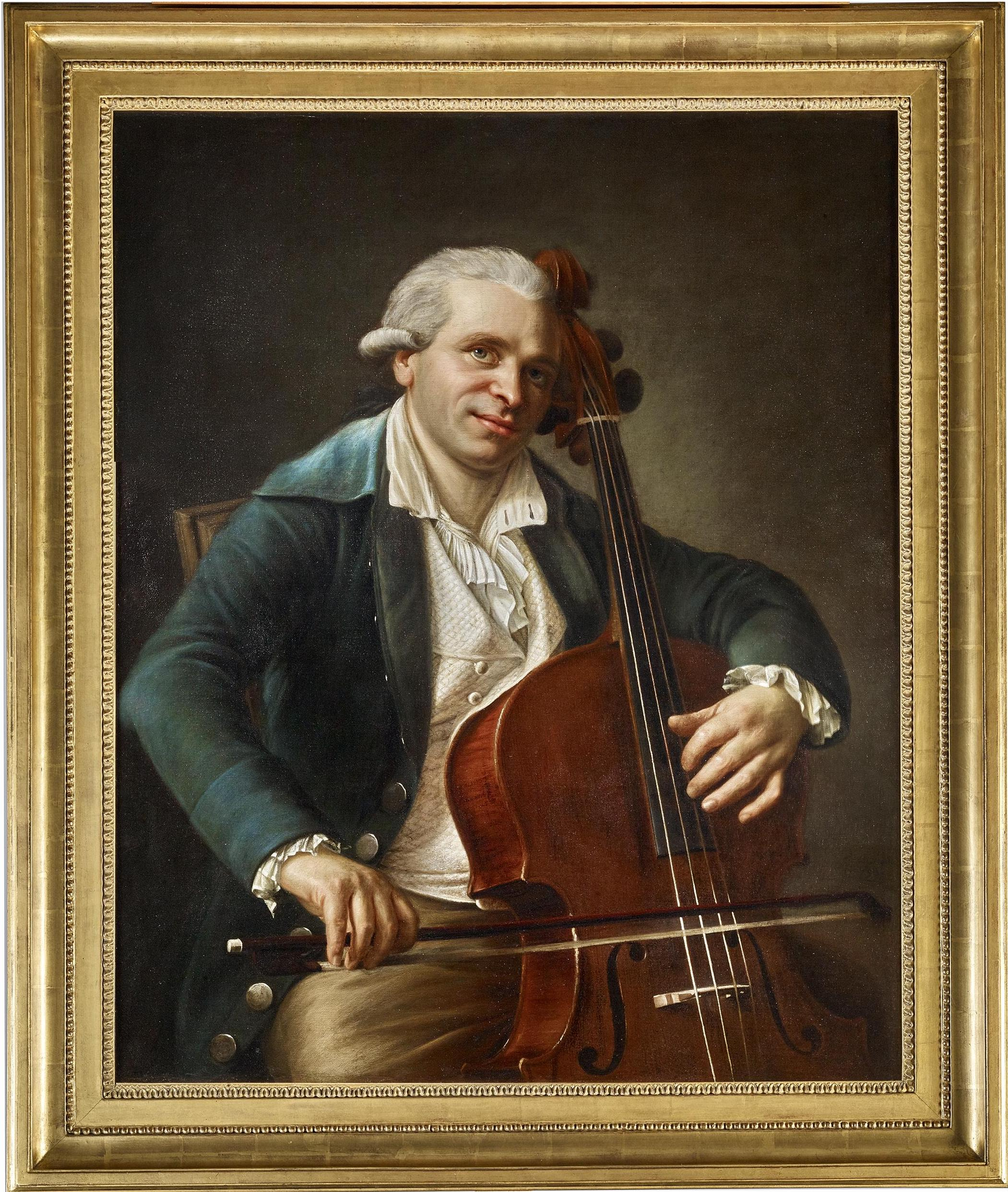

Jean-Louis Duport, född den 4 oktober 1749, död den 7 september 1819, var en fransk cellist.
Duport drog vid revolutionens utbrott till Berlin, där hans äldre bror Jean-Pierre Duport redan var verksam. Han återvände till Paris 1806, blev solist vid kejserliga kapellet och konservatorielärare. För sitt instrument komponerade han sonater, variationsverk och fantasier men fick framför allt banbrytande betydelse för cellospelet som grundare av den moderna fingersättningen, med utnyttjande av tonlägena, framställd i hans Essay sur le doigter du violoncelle et la conduite de l'archet (1770).